# Moderne manieren
Moderne manieren is het achtste album van de Nederlandse rapformatie De Jeugd van Tegenwoordig. Het album verscheen op 11 augustus 2023.

## Tracklist
| Nr. | Titel                                        | Lengte |
| --- | -------------------------------------------- | ------ |
| 1   | Moderne manieren                             | 1:15   |
| 2   | Goed nieuws                                  | 3:43   |
| 3   | Dat mag niet                                 | 3:53   |
| 4   | Hele luide solo geven                        | 0:34   |
| 5   | Ze is pas net begonnen (Leerstage/Werkstage) | 4:11   |
| 6   | Broeder ja                                   | 6:10   |
| 7   | De jakkaman (Part 1 & 2 / Part 3)            | 7:02   |
| 8   | Housie housie                                | 3:25   |
| 9   | Glijpanter                                   | 3:39   |
| 10  | Brokstukken in de lucht                      | 6:42   |
| 11  | Dandyboy moderno                             | 4:30   |
| 12  | Dat streelt mij wel                          | 1:54   |
| 13  | Track en tracen                              | 11:03  |

### Clips
- Ze is pas net begonnen (Leerstage/Werkstage) - 2023
- Goed nieuws (met Goldband) - 2023
- Dat mag niet - 2023